# Хадживълчеви (Хафезови)
Хадживълчеви (Хавезови) е чорбаджийска фамилия от село Жеравна. След Кримската война братята Стефанаки и Димитраки Теодорови получават бейски титли от султана, заради верноподаничеството си. От тази фамилия произхожда видният възрожденец Тодор Икономов.